# Engen
Engen település Németországban, azon belül Baden-Württembergben. Lakosainak száma 11 431 fő (2023. december 31.). Engen Hilzingen, Mühlhausen-Ehingen és Eigeltingen községekkel határos.

## Népesség
A település népessége az elmúlt években az alábbi módon változott:
| Lakosok száma | 8321 | 10 749 | 10 796 | 11 101 | 11 355 | 11 431 |
|               | 1975 | 2017   | 2019   | 2021   | 2022   | 2023   |